# Ieng Thirith

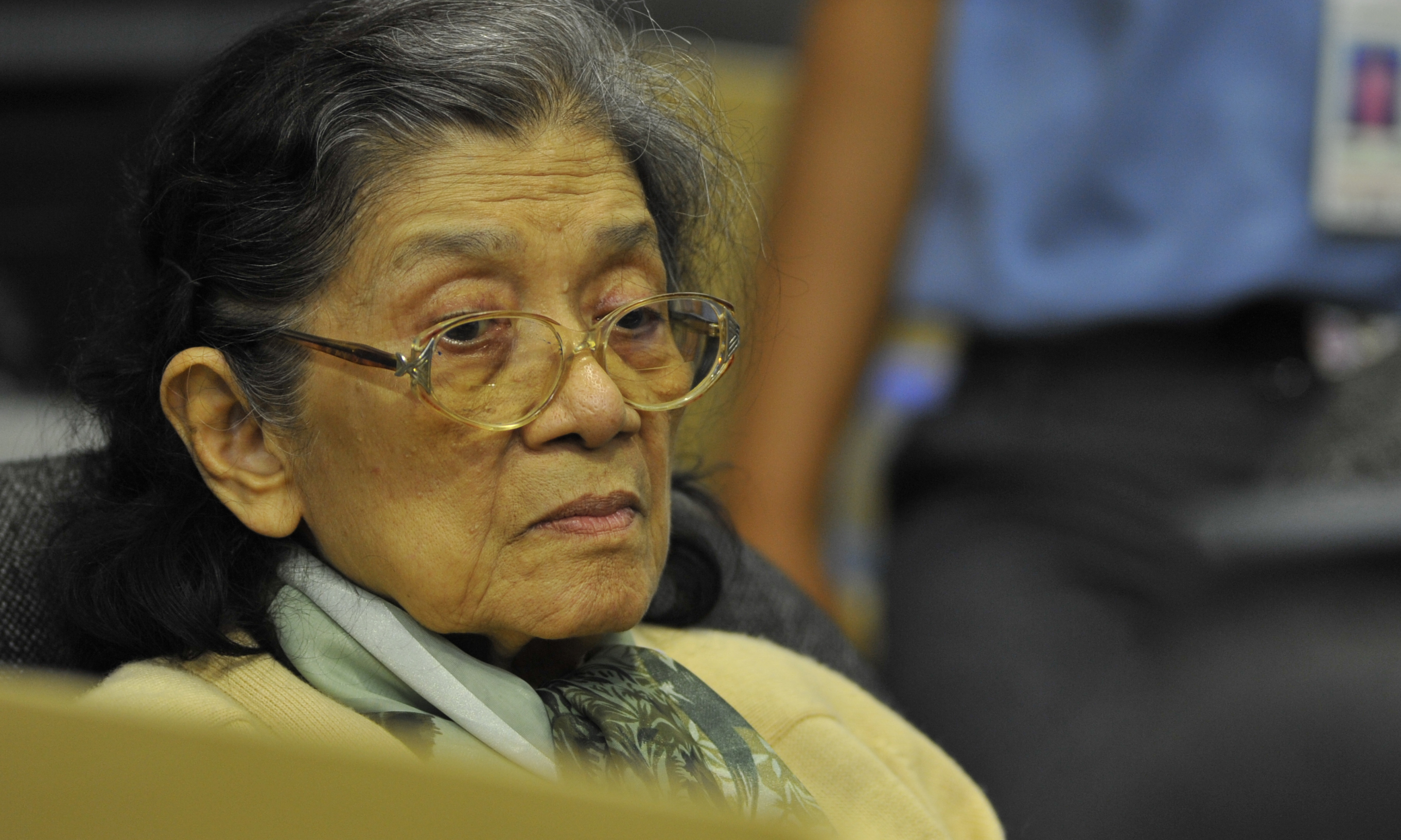
Ieng Thirith năm 2011

Ieng Thirith (nhũ danh là Khieu Thirith) sinh năm 1932 tại Battambang là Bộ trưởng các vấn đề xã hội Khmer Đỏ, ủy viên Ban chấp hành Trung ương Đảng, vợ của Ieng Sary, em vợ của Pol Pot (Khieu Ponnary) và được coi là "Đệ nhất phu nhân" của Khmer Đỏ.

## Tiểu sử
Khieu Thirith xuất thân là tầng lớp tư sản quý tộc, Thirit tiếng Pali có nghĩa là "uy quyền". Thirith tốt nghiệp cử nhân văn chương Anh ở Đại học Sorbonne, kết hôn với Ieng Sary tại Paris. Chính trong đám cưới này, Saloth Sar (Pol Pot) gặp Khieu Ponnary, chị của Thirith và sau này lấy làm vợ.

## Bị bắt
Ngày 12 tháng 11 năm 2007, cảnh sát Campuchia đã bắt giữ Ieng Thirith và chồng là Ieng Sary đưa tới Tòa án diệt chủng do Liên hiệp quốc bảo trợ để xét xử. Ieng Thirith bị cáo buộc là đã tham gia lập kế hoạch, chỉ đạo, ra lệnh tiến hành các cuộc thanh trừng, sát hại các thành viên trong Bộ các vấn đề xã hội của bà và tham dự vào các quyết định quan trọng hình thành chủ trương diệt chủng của ban lãnh đạo Khmer Đỏ.
Chồng Ieng Thirith, cựu Ngoại trưởng Ieng Sary thời Khmer Đỏ, đã phải nhập viện tối ngày 23 tháng 2 năm 2009 vì có máu trong nước tiểu. Đây là lần thứ 9 Ieng Sary, 83 tuổi, phải đi cấp cứu tại bệnh viện kể từ khi vợ chồng ông này bị bắt giữ tháng 11 năm 2007.
Các công tố viên cho rằng cần thiết phải giam giữ Ieng Thirith trong tù để bảo đảm an ninh cho bà này, để duy trì trật tự công cộng và bảo đảm rằng bà này sẽ không trốn tham gia phiên tòa. Nhưng luật sư biện hộ Phat Pouv Seang đã yêu cầu thả Ieng Thirith ngay lập tức vì không đủ chứng cứ.

## Hầu tòa
Vào Thứ ba, 24 tháng 2 năm 2009, Ieng Thirith phải ra hầu tòa vì những tội ác chống lại loài người dưới thời Khmer Đỏ, ban đầu đã nói tại tòa rằng các luật sư biện hộ sẽ nói thay bà vì bà "quá yếu." Nhưng sau đó, bà đã nổi giận khi công tố viên nói rằng bà biết rõ về những tội ác ở nhà tù khủng khiếp Tuol Sleng trong khi bà giữ chức Bộ trưởng Các vấn đề xã hội dưới thời Khmer Đỏ cầm quyền trong giai đoạn 1975 – 1979.
"Đừng kết tội tôi là kẻ giết người, nếu không các ngươi sẽ bị đầy xuống tầng thứ 7 của địa ngục," Ieng Thirith tuôn ra một tràng những lời nói đầy giận dữ kéo dài đến 15 phút đồng hồ. "Tôi không biết tại sao một người tốt bị cáo buộc những tội ác như vậy. Tôi đã phải chịu đựng rất nhiều và tôi không thể kiên nhẫn thêm được nữa bởi vì tôi đã bị buộc tội sai," Ieng Thirith cho biết.
Theo Ieng Thirith phát biểu, "tất cả mọi tội ác là do Nuon Chea gây ra." Nuon Chea là nhà tư tưởng của chính quyền Khmer Đỏ và là một trong 5 nhà lãnh đạo hàng đầu của Khmer Đỏ phải ra hầu tòa vì tội ác diệt chủng. "Tôi biết Nuon Chea đã làm những gì.... Ông ấy đã giết mọi người," Ieng Thirith nói.
Mặc dù Ieng Thirith đủ khỏe để phản ứng mạnh mẽ trước những lời buộc tội nhưng sức khỏe của những bị cáo già nua của phiên tòa này lại là một mối lo ngại. Ieng Thirith cũng đổ lỗi cho Nuon Chea và người phụ trách nhà tù Tuol Sleng Kaing Guek Eav, còn được gọi là Duch, đã gây ra cái chết của những sinh viên thuộc phe của bà dưới thời Khmer Đỏ.
"Hiện giờ tôi đang rất tức giận bởi tôi đã làm những điều tốt đẹp nhất cho đất nước nhưng tất cả các sinh viên của tôi đã bị đem đi hành quyết. Bạn biết đấy, họ đã mang một chiếc xe tải đến và đẩy những sinh viên lên xe tải, mang họ đi hành quyết," Ieng Thirith nói. "Tôi không biết Kaing Geuk Eav và tôi ghét ông ta," Ieng Thirith phát biểu thêm.
Tòa án thông báo vào ngày 25 tháng 2 xem liệu các thẩm phán có quyết định tạm tha Ieng Thirith hay không trước khi bà chính thức được đưa ra xét xử.